# Euryops chrysanthemoides
Euryops chrysanthemoides és una espècie d'arbust perenne de la família de les Asteràcies. Són plantes originàries de Sud-àfrica, són de creixement ràpid, amb flors grogues brillants que apareixen cap a finals d'estiu i tardor. Tenen un hàbit arrodonit i dens.

## Descripció
Creix fins a uns 0,5 - 2 m d'alçada, estan densament ramificats i són més aviat frondosos. Són de fulla perenne Les fulles són atractives, en forma més aviat com una fulla de roure, amb 7-9 lòbuls profunds oberts i s'estableixen a prop, sobretot en el creixement jove. Les flors són margarides grogues, d'uns 30 a 40 mm de diàmetre amb 15 a 30 brillants flósculs grocs i flors tubulars també d'un color dorat brillant. La floració és a la tardor-hivern-primavera (de març a setembre), però les flors es troben generalment a la muntanya durant tot l'any.
Presenten al fructificar nombroses petites llavors negres que es produeixen després de la floració i que tenen la forma d'un cargol amb extrems roms.

## Hàbitat
Reservat exclusivament a Sud-àfrica, Euryops chrysanthemoides passa al Cap Oriental, al llarg de la costa i l'interior de KwaZulu-Natal, Mpumalanga i Swazilàndia. Generalment es troba a les vores del bosc, als matollars de ribera i en barrancs, així com a la costa de matolls, pastures i àrees pertorbades.

## Ecologia
El color brillant de les seves flors atrau a nombrosos insectes i altres organismes que s'alimenten del seu pol·len i nèctar.

## Distribució
És un arbust sensible a les gelades, àmpliament conreat i procedent de la regió de la Ciutat del Cap al sud-oest de Sud-àfrica. Creix bé a la major part dels entorns temperats. Des d'hivern fins a la primavera dona margarides groc viu de fins a 5 cm de diàmetre, a les que serveixen d'atractiu contrast fulles verd grisenques finament retallades. Es tracta d'un arbust frondós de tronc únic que creix fins a 1,2 m d'alçada, el qual es pot podar lleugerament per mantenir la forma arrodonida. Necessita humitat constant durant el temps sec.

## Taxonomia
Euryops chrysanthemoides va ser descrita per Nordenstam, Rune Bertil i publicada a Opera Botanica 20: 365–370, f. 62C–G, 63C. 1968. (Opera Bot.)

### Etimologia
- Euryops: nom genèric que prové de les paraules gregues: eurys i eop = "caps" i "ulls", en referència als caps de les flors vistoses (capítols), amb els centres com ulls.
- chrysanthemoides: epítet específic significa semblant a un crisantem, al seu torn, el nom del gènere Chrysanthemum significa "flor d'or" de la paraula grega chrysos que vol dir or i Anthemon que vol dir una flor.[3]

### Sinonímia
- Gamolepis chrysanthemoides DC.[2]